# 조창 (전한)
조창(趙昌, ? ~ ?)은 전한 말기의 관료로, 자는 군중(君仲)이며, 탁군 사람이다.

## 행적
상서령을 지내다가 소부로 승진하였고, 이후 하내태수로 전출되었다. 애제가 붕어한 후 왕망이 집권하였을 때, 남군태수 무장륭·중태복(中太僕) 사립(史立)·태산태수 정현(丁玄)과 함께 파면되고 합포로 유배되었다.
상서령 재임 중, 상서복야 정숭을 참소하여 죽음으로 내몰았다.

## 출전
- 반고, 《한서》 권19하 백관공경표下·권77 갑제갈유정손무장하전

| 전임 가연 | 전한의 소부 기원전 4년 ~ 기원전 3년 | 후임 동공 |